# Prochilodus dobulinus
Prochilodus dobulinus es una especie de pez de la familia Prochilodontidae en el orden de los Characiformes

## Hábitat
Es un pez de agua dulce.